# Рамберто Новело II Малатеста
Вижте пояснителната страница за други личности с името Рамберто Малатеста.
Рамберто Новело II Малатеста, наречен Бонатеста или Рамберто Философът (на италиански: Ramberto Novello II Malatesta detto Bonatesta o Ramberto il filosofo; * ок. 1475 , † 5 юли 1532, Соляно) от кадетския клон Малатеста от Соляно на рода Малатеста е кондотиер, суверенен граф на Соляно, граф на Монтекодруцо, граф на Пондо, господар и вечен папски викарий на Сан Джовани ин Галилея, господар на Ронкофредо, Чола, Монтеджели, Ронтаняно, Савиняно ди Риго, Пиетра дел'Узо, Монтепетра, Стригара, Сан Мартино ин Конверсето, Сегуни, Спинело, Торнано, Пратолина, Руфиано, Мелето, Чиня, Букио, Монтегуиди, Поцуоло, Валендзера, Сасета, Соазия и Сера.

## Произход
Извънбрачен син на Карло I Малатеста ди Соляно и на метресата му Пиерина от Таламело, той е узаконен с була на папа Сикст IV през 1485 г. Има един брат:
- Малатеста († 1528), узаконен с папска була 1485, господар на Гаджо и на Вилалта, абат комендатор на Сант Амброджо ди Ранкио (оставка 1486 г.) и на Сан Бартоломео е Мартино ди Монтерифи (оставка 1486), одитор на кардинал Рафаеле Риарио до 1486 г., граф на Монтекодруцо за краткия понтификат от 1485 г., господар от 1513 на Монтекодруцо, Сера, Торнано и Чола дей Малатести, капитан на Флоренция 1498 и 1504, на Венеция април 1513 г. и венециански губернатор на Фриули декември 1513 г., генерал на артилерията на Венеция 1528 г., съпруг на Лаура дели Убалдини.

Има и един природен брат и четири природени сестри от брака на баща си, както и един природен брат и една природена сестра от извънбрачни връзки.

## Биография
Образован във Флоренция, той има Марсилио Фичино сред своите учители и се изтъква в литературните и педагогическите дисциплини, и поради това е наречен Рамберто Философът. Негови приятели са синовете на Лоренцо де Медичи (Великолепни). През 1498 г., когато те с помощта на Венеция се опитват да се върнат като господари във Флоренция (от където са изгнаници), той предлага да ги въведе в Тоскана през своята държава Соляно, която е гранична; през зимата на 1499 г. въвежда венецианската войска в Казентино. След сключването на мир остава верен на Венеция, за която през 1503 г. окупира Вал Ламоне, Сантарканджело, Верукио и град Фаенца.
С папска була от 7 юли 1487 г. получава инвеститурата за три поколения и издигането на Сан Джовани ди Галилея в графство, Таламело (с годишна сума, която трябва да плаща), но като Графство Таламело, с правото на папски викарий, обявен е за граф на Монтекодруцо заедно с баща си и получава инвеститурата за замъците на Соляно, Стригара, Сан Мартино ин Коверсето, Чола д'Алардо, Торнано, Сера, Букио, Пондо, Спинело, Сегуно, Чиня и Праталина.
Той е капитан на армията на Венецианската република през 1493 г.
Добре запознат с философията, астрономията и математиката, той посещава Платоновата академия във Флоренция между 1490 и 1493 г. и написва „Adversus falsas astrologantium minitationes conventu planetarum in signo piscium“ през 1524 г.
През 1507 г. е нападнат от Чезаре Алидозио, господар на Кастел дел Рио. Той не оказва съпротива, но бяга във Флоренция, за да моли за помощ, която не му е предоставена, тъй като републиката е окупирана във войната с Пиза. През същата година, поради смъртта на жена му от негова ръка, той е обявен за лишен от феодите си, но си ги възвръща през 1512 г. През 1508 г. отстъпва Ронкофредо на папата.
След като папа Юлий II умира през 1513 г., Рамберто, подпомогнат от брат си Малатеста, с голям брой войници нахлува на територията на Романя. Но след като за папа е избран Лъв X – приятел на Рамберто, той получава местата, наследени от баща му чрез намесата на папата. За да демонстрира благодарността си към брат си, той му дава част от наследството на баща си, а също така се показва благодарен на Медичите, вдигайки оръжие за Лоренцо, когато той се заема с превземането на Херцогство Урбино. Участва във всички събития на войната. По-късно става пазител на Чезена благодарение на папата.
Преминава на служба на Франческо Мария I дела Ровере, херцог на Урбино, и остава там до смъртта си през 1532 г.
За да се разграничи от другите членове на семейството си, иска да го наричат „Бонатеста“, а не „Малатеста“.

## Брак и потомство
Омъжва се два пъти:
∞ 1. за Мария Дзоали († 1507, убита от него по инициатива на метресата му), дъщеря на Николо Дзоали от Генуа и на Петруча Риарио от Савона, от която има пет сина и шест дъщери: 
- Пирета Малатеста ди Соляно , наследница на Графство Таламело, от което се отказва в полза на сина си, ∞ за Филипо I Дория, граф на Сасокорваро и на Каноза
- Галеото Малатеста ди Соляно († сл. 1561), абат комендатор на Сант Амброджо ди Ранкио, абат комендатор на сан Мартино и Бартоломео ди Монтерифи, апостолски протонотарий, камерхер на кардинал Фарнезе (бъдещ папа Павел III); след смъртта на баща си краде семейното богатство и се установява в Пондо. Има две извънбрачни дъщери.
- Агата Малатеста ди Соляно , ∞ за граф Галеото Малатеста ди Валдопио
- Корнелио Малатеста ди Сан Джовани († 1571, Сан Джовани ин Галилея), граф на Сан Джовани ин Галилея, капитан на Венеция; ∞ за Батиста Бернардини, дъщеря на Акиле Бернардини, граф на Маса, от която има четирима сина
- Карло II Малатеста ди Соляно († 10 октомври 1544), граф на Соляно, граф на Таламело, граф на Пондо, граф на Монтекодруцо, вечен папски викарий за Сан Джовани ин Галилея, господар на Ронкофредо, Чола, Монтеджели, Ронтаняно, Савиняно ди Риго, Пиетра дел'Узо, Монтепетра, Стригара, Сан Мартино ин Конверсето, Сегуни, Спинело, Торнано, Пратолина, Руфиано, Мелето, Чиня, Букио, Монтегуиди, Поцуоло, Валендзера, Сасета, Соазия и Сера през 1586; ∞ 1521 за Елизабета Грити, патриция на Венеция, от която има двама сина и четири дъщери. Има и четири извънбрачни деца.
- Александро Малатеста ди Соляно
- Франческо Малатеста ди Соляно , наследник на Сан Мартино ин Конверсето през 1532 г., но го продава на своя роднина Камило Джамбатиста и живее с флорентинка от нисша класа (Джована Микели)
- Катерина Малатеста ди Соляно , ∞ за Отавиано Дела Дженга
- Виоланта Малатеста ди Соляно , ∞ за Франческо Монтиколи
- Лукреция Малатеста ди Соляно , монахиня
- Чечилия Малатеста ди Соляно , ∞ за Франческо Рипа.

2. за метресата си Анджелина
Има и един извънбрачен син:
- Джовани Малатеста ди Сан Джовани († 1577), граф на Сан Джовани ин Галилея с брат си Корнелио през 1532, баща на Семпронио